# Bell Atlantic Tower
Bell Atlantic Tower é um arranha-céu, actualmente é o 174º arranha-céu mais alto do mundo, com 225 metros (739 ft). Edificado na cidade de Filadélfia, Estados Unidos, foi concluído em 1991 com 55 andares.